# Mevo Modi'im
Mevo Modi'im (hebrejsky מְבוֹא מוֹדִיעִים, doslova „Brána nebo Vstup do Modi'im“, v oficiálním přepisu do angličtiny Mevo Modi'im, někdy též Me'or Modi'im, hebrejsky מאור מודיעים) je vesnice typu mošav v Izraeli, v Centrálním distriktu, v Oblastní radě Chevel Modi'in.

## Geografie
Leží v nadmořské výšce 208 metrů v kopcovitých oblastech Šefela v předhůří Judeje a Samařska, uprostřed rozsáhlého lesního komplexu (Benšemenský les), pouhý 1 kilometr od Zelené linie, která odděluje Izrael v mezinárodně uznávaných hranicích od okupovaného území Západního břehu Jordánu. Východně od obce probíhá v údolí vádí Nachal Modi'im.
Obec se nachází 25 kilometrů od břehu Středozemního moře, cca 25 kilometrů jihovýchodně od centra Tel Avivu, cca 28 kilometrů severozápadně od historického jádra Jeruzalému a 10 kilometrů východně od města Lod. Vesnice spadá do aglomerace města Modi'in-Makabim-Re'ut, jež leží 3 kilometry na jihovýchod. Mevo Modi'im obývají Židé, přičemž osídlení v tomto regionu je etnicky převážně židovské. Za Zelenou linií ovšem leží sídla obývaná palestinskými Araby.
Mevo Modi'im je na dopravní síť napojen pomocí silnice číslo 443.

## Dějiny
Mevo Modi'im byl založen v roce 1964. Původně šlo o polovojenské sídlo typu Nachal (vesnice tehdy ležela poblíž hranice mezi Izraelem a Jordánskem). Od roku 1967 fungoval jako civilní vesnice typu kibuc. Zdejší osadníci se ale roku 1974 přesunuli do osady Mevo Choron a v této uprázdněné lokalitě vznikl mošav, jenž osídlili stoupenci chasidského náboženského myslitele a písničkáře Shlomo Carlebacha z USA.
Správní území obce má cca 2800 dunamů (2,8 kilometru čtverečního). V okolí vesnice se dochovaly stavební pozůstatky z byzantského období.

## Demografie
Podle údajů z roku 2014 tvořili naprostou většinu obyvatel v Mevo Modi'im Židé (včetně statistické kategorie "ostatní", která zahrnuje nearabské obyvatele židovského původu ale bez formální příslušnosti k židovskému náboženství).
Jde o menší obec vesnického typu s dlouhodobě rostoucí populací. K 31. prosinci 2014 zde žilo 254 lidí. Během roku 2014 populace stoupla o 0,8 %.
| Rok            | 1972 | 1983 | 1995 | 2001 | 2003 | 2004 | 2005 | 2006 | 2007 | 2008 | 2009 | 2010 | 2011 | 2012 | 2013 | 2014 |
| -------------- | ---- | ---- | ---- | ---- | ---- | ---- | ---- | ---- | ---- | ---- | ---- | ---- | ---- | ---- | ---- | ---- |
| Počet obyvatel | 22   | 95   | 192  | 170  | 162  | 152  | 150  | 148  | 148  | 147  | 244  | 255  | 265  | 249  | 252  | 254  |